# دانيال نونيز
دانيال نونيز هو رباع كوبي، ولد في 12 سبتمبر 1958 في سانتياغو دي كوبا في كوبا.

## وصلات خارجية
- دانيال نونيز على موقع IAT Database Weightlifting (الألمانية)
- دانيال نونيز على موقع أوليمبيديا (الإنجليزية)